# Pico Buenos Aires
Der Pico Buenos Aires ist ein isolierter Berg in den Pensacola Mountains des westantarktischen Queen Elizabeth Lands. Er ragt südlich des Iberá-Nunataks in den Panzarini Hills der Argentina Range auf.
Argentinische Wissenschaftler benannten ihn nach der argentinischen Hauptstadt Buenos Aires.